# Personaggi di Rebelde Way
Questa voce contiene un elenco dei personaggi presenti nella telenovela Rebelde Way.

## Personaggi principali
- Marizza Pia Spirito (stagioni 1-2), interpretata da Camila Bordonaba, doppiata da Gea Riva (ep. 1x01-1x66) e da Perla Liberatori (ep. 1x67-2x179).
Figlia di Sonia Rey e Fabrizio Spirito, viene costretta dal padre a iscriversi all'Elite Way School. Marizza è una ragazza ribelle, testarda e spensierata, sempre pronta a mettersi in gioco per i suoi amici e per ciò che ritiene giusto. Detesta le ingiustizie ed è determinata a non farla passare liscia a chi ne commette ed è una vera e propria esperta di vendette. Si mette spesso nei guai per via della sua incapacità di tenere a freno la lingua o di lasciar correre e non vendicarsi dei torti subiti da lei o dalle sue amiche. Le sue migliori amiche sono Luján, Luna e dalla seconda stagione anche Laura. Ha un ottimo rapporto con Manuel, Marcos e Nico; dalla seconda stagione anche con Francisco e Rocco e per un certo periodo con Feli. Nonostante i suoi modi poco raffinati e un po' bruschi è un'ottima amica e riesce sempre a farsi apprezzare dagli altri. Inizialmente odia Mia, perché la considera senza cervello, viziata, egoista e molto spesso le dice che in testa ha un solo neurone, ma col tempo e con il matrimonio dei loro genitori, diventeranno amiche e intime sorellastre. Marizza sostiene di odiare anche Pablo ma, in realtà, ne è perdutamente innamorata, nonostante in un primo momento entrambi si odiassero a morte. La ragazza è anche ricambiata, ma a causa dell'orgoglio smisurato di entrambi e di parecchi malintesi per parecchio tempo non riusciranno a dichiararsi e avranno diversi problemi che faticheranno a risolvere. Nonostante le loro controversie Marizza sarà per Pablo anche una buona amica e grazie a lei il ragazzo maturerà e imparerà a ribellarsi alle ingiustizie e a combattere per le cose in cui crede. A causa del suo enorme orgoglio nasconderà i suoi sentimenti per Pablo a tutti, anche alle sue migliori amiche. Nella prima stagione per un po' di tempo riuscirà a fidanzarsi con Pablo il quale le chiederà di mettersi con lui solo per una scommessa di cui Marizza non è a conoscenza, Pablo si renderà conto di essere veramente innamorato di lei, ma sarà troppo tardi perché Marizza scoprirà la storia della scommessa e sentendosi presa in giro lo lascerà, nulla varrà il fatto che lui si dichiarerà pentito della cosa e sinceramente innamorato di lei. Successivamente si metterà con Simon, un ragazzo più grande di lei che fa il fotografo per il collegio, scoprirà che ha un figlio e la madre di suo figlio le chiederà di lasciarlo, anche se lei e Simon non stanno insieme, per il bene del figlio lascia Marizza che rimane da sola durante le vacanze, mentre lui va a vivere a Córdoba per curare il figlio malato. Alla sua festa di compleanno che festeggia con Mia, nata il suo stesso giorno, si riavvicinerà con Pablo, ma a causa di vari malintesi non riuscirà a rimettersi con lui se non solo molto più avanti nella seconda stagione dopo essere stata per un po' con Diego, il quale però faceva il doppio gioco con un'altra ragazza. Anche nella seconda stagione sarà una storia travagliata, ricca di malintesi e di amore, ma alla fine, entrambi sapranno mettere da parte l’orgoglio e riusciranno ad amarsi veramente. Marizza non sa nuotare e in uno dei primi episodi rischia di annegare per attirare le attenzioni di un ragazzo più grande di lei al Vacance Club. Ama molto la musica e ama ballare e forma un nuovo gruppo di ballo oltre a fare parte della band Erreway con Mia, Pablo e Manuel.
- Mia Colucci (stagioni 1-2), interpretata da Luisana Lopilato, doppiata da Francesca Bielli (ep. 1x01-1x66), Gloria Di Maria (ep. 1x67-2x55) e da Simona Chirizzi (ep. 2x56-2x179).
È la ragazza più bella e popolare del collegio ed è l'unica ad avere un secondo piano nella sua stanza. È viziata, egocentrica, frivola e apparentemente molto superficiale, ma ha anche un gran cuore e farebbe qualsiasi cosa per le sue amiche e per le persone che le chiedono aiuto. Il suo motto è "Quanto è difficile essere me". Le sue migliori amiche sono Feli, Vico e Luna che diventerà col tempo la sua maggior confidente. Vive sola con il padre Franco il quale le ha sempre raccontato che sua madre è morta in un incidente quando lei era piccola mentre in realtà se ne è andata per problemi con la droga, per questa ragione quando Mía scoprirà la verità sarà molto arrabbiata con lui. Il padre l'ha sempre accontentata su tutto, ma quando la figlia esagera le mette dei freni, come toglierle la carta di credito, e per questo la figlia si arrabbia. Nella prima stagione ha un rapporto complicato con il padre anche a causa della sua fidanzata Mercedes che non la sopporta e fa di tutto per ostacolarla, ma riuscirà ad incastrarla grazie anche a Sonia Rey, madre di Marizza, che è segretamente innamorata di Franco e diventerà molto amica di Mia. È una ballerina molto brava, tanto da essere la coreografa del gruppo di ballo del collegio. Inizialmente odia Marizza perché è troppo diversa da lei ed è invidiosa di lei per il rapporto che ha con la madre anche se più di una volta collaboreranno per raggiungere gli stessi scopi, alla fine però diventeranno amiche e sorellastre dato che suo padre si sposerà con Sonia. All'inizio della prima stagione si metterà con Joaquín ma scoprirà che faceva il doppio gioco con lei e Marizza e lo lascerà. Finge di detestare Manuel perché non riesce ad ammettere che è innamorata di lui e cerca di dimenticarlo mettendosi con il prefetto del collegio Blas Heredia, molto più grande di lei salvo poi lasciarlo. Mia e Manuel riusciranno a mettersi insieme solo alla fine della prima stagione nonostante gli ostacoli posti in atto da Blas che è ancora innamorato di lei e che riusciranno ad incastrare. All'inizio della seconda stagione faranno un viaggio in Messico nel quale approfondiranno molto il loro rapporto. In seguito verrà tradita da Manuel con Sabrina e per questo lo lascerà; Manuel però sa di aver sbagliato e di essere ancora profondamente innamorato di lei e alla fine, dopo diversi problemi, riusciranno a tornare definitivamente insieme.
- Manuel Aguirre (stagioni 1-2), interpretato da Felipe Colombo, doppiato da Paolo De Santis (ep. 1x66-1x130), Daniele Raffaeli (ep. 1x67-1x130) e da Matteo Liofredi (ep. 1x131-2x179).
Nato in Messico, entra come Borsa di studio  all'Elite Way School, in Argentina, per vendicarsi di Franco Colucci, imprenditore di moda locale che ritiene colpevole del suicidio del padre avvenuto dopo che egli si era ritirato dall'investimento fatto insieme al genitore. I suoi piani saltano però quando capisce di essersi innamorato perdutamente di Mia, la figlia di Franco. I suoi migliori amici sono Nico, Marcos e Luna con cui stringe amicizia appena arriva in collegio e sarà anche il primo amico della ragazza. Manuel è sarcastico e spensierato, è un amico fedele pronto a mettersi in gioco; ribelle e testardo è però anche furbo e intelligente e pensa sempre agli altri prima di sé stesso. Spesso è troppo impulsivo e agisce senza pensare cacciandosi nei guai. Nelle prime puntate si fidanza con Feli per far ingelosire Mia, ma si accorge di far soffrire la ragazza, che per un periodo mostra una vera e propria ossessione per lui, e la lascia. Poco dopo si fidanzerà con Vico e successivamente con Julieta, una ragazza del quinto anno, anche se il suo cuore appartiene a Mia. Riuscirà a mettersi con lei per un breve periodo, ma si lasceranno subito perché Luna, fraintendendo Manuel, racconterà a Mia che lui sta ancora con Julieta e così Mia, ferita, racconterà a tutti che il fidanzamento con Manuel era solo una scommessa. Alla fine della prima stagione Mia grazie a Marizza riesce a fare pace con Manuel e parte con lui per il Messico. Nella seconda stagione Manuel e Mia vivranno un'intensa storia d'amore, ma avranno dei problemi perché Mia non riesce a lasciarsi andare con lui e Manuel la tradirà con Sabrina, la quale gli farà credere anche di essere rimasta incinta. Mia dopo aver scoperto di essere stata tradita, per di più con Sabrina che odia, non vuole più stare con lui. Manuel in seguito perde la memoria a causa di un malessere e quando la riprende si ricorda della sua famiglia, di Marizza, Pablo e Sabrina, ma non di Mia. Nell'ultimo episodio mentre sta per partire per il Messico riaffiora tutto su Mia, allora torna all'Elite Way School e chiede a Mia di perdonarlo e di tornare insieme e lei lo perdona e ritorna con lui. Essendo un borsista ed un nuovo arrivato avrà problemi con la Loggia, una società segreta di studenti che vogliono "ripulire" il collegio da tutti i borsisti ritenuti inferiori, ma fortunatamente gli studenti del terzo anno con l'aiuto del professor Santiago riusciranno a debellarla e a fare espellere i componenti, tra cui Guido che però si dichiarerà pentito e sarà riammesso. Manuel è letteralmente perseguitato da Blas soprattutto per la gelosia di entrambi innamorati della stessa ragazza, ovvero Mia. Spesso egli approfitterà del ragazzo e lo tratterà molto male, umiliandolo e punendolo per ogni cosa, infatti sarà proprio Manuel, stanco delle cattiverie dell'uomo non solo su di lui, ma anche sui suoi amici, a riuscire ad ideare un piano per cacciarlo dal collegio che riuscirà con successo al termine della prima stagione; ciò nonostante Blas tornerà nella seconda stagione e non smetterà di tormentarlo fino a quando il precettore non morirà in seguito ad un incidente.
- Pablo Bustamante (stagioni 1-2), interpretato da Benjamin Rojas, doppiato da Renato Novara (ep. 1x01-1x66) e da Alessio Nissolino (ep. 1x67-2x179).
Pablo è il figlio del sindaco della città Sergio Bustamante ed è anche il ragazzo più popolare dell'Elite Way School, le ragazze impazziscono quando lo vedono. Pablo è un ribelle a modo suo ed è innamorato di Marizza dal loro primo incontro, ma a causa dell'orgoglio non vuole mostrarle i suoi sentimenti e per questo si comporta come se la odiasse, stesso comportamento ha anche lei con lui. Marizza è forse l'unica persona che lo capisce veramente, è in qualche modo anche la sua "migliore amica" e lo aiuta in un sacco di occasioni. Marizza lo spinge sempre a mettersi in gioco per i suoi sogni e gli dice di fare ciò che sente nello stomaco. Pablo suona la chitarra ed ha scritto qualche canzone per la band, come per esempio Dos segundos, che ha composto pensando a Marizza, anche Resistiré e Dije adiós che ha dedicato sempre a lei. Il padre però non approva la sua passione per la musica e cercherà in tutti modi, anche con pesanti ricatti, di costringerlo a lasciare la band, ma Pablo seguirà comunque la sua passione e suoi sogni continuando a suonare nonostante il parere contrario del padre. Con il padre ha in generale un pessimo rapporto perché cerca di controllarlo e manovrarlo e vorrebbe che il figlio fosse esattamente come lui; Pablo inizialmente si mostra sottomesso all'autorità del genitore, ma poi riuscirà a ribellarsi e a riguadagnare la sua libertà. I suoi migliori amici sono Tomas e Guido, ma va abbastanza d'accordo anche con Diego e in seguito anche con Manuel. Per un periodo si fidanzerà con Paula, l'ex amante del padre della quale si innamorerà, salvo scoprire che era stata pagata da Sergio per stare con lui con lo scopo di farlo maturare. Più tardi si fidanzerà con Marizza per via di una scommessa con Tomas e se ne innamorerà veramente, solo che lei venendo a scoprire della storia della scommessa, sentendosi presa in giro lo lascerà. Pablo si renderà conto troppo tardi di aver sbagliato, ma nonostante tutti i suoi tentativi non riuscirà a riappacificarsi con la ragazza fino a quando il giorno del suo compleanno avranno un nuovo riavvicinamento, però il loro rapporto verrà ostacolato da Simon, innamorato di Marizza. Durante la seconda stagione per via una serie di equivoci e per l'orgoglio smisurato di entrambi per molto tempo non riusciranno ad avere una relazione, solo alla fine della serie dopo numerose storie minori da entrambe le parti, tra cui quella di Pablo con Lola, riusciranno a rimettersi insieme, e a vivere la loro storia nata da un odio smisurato e un orgoglio fuori dagli schemi.

## Personaggi secondari
- Luján Linares (stagioni 1-2), interpretata da Jazmín Beccar Varela, doppiata da Monica Bonetto (ep. 1x01-1x66), Giorgia Brugnoli (ep. 1x66-2x55) e da Domitilla D'Amico (ep. 2x56-2x179).
È la compagna di stanza e migliore amica di Marizza, è molto amica anche di Luna e dalla seconda stagione di Laura. Non ha mai conosciuto i suoi genitori, è affidata ad un tutore, inizialmente non sa chi sia realmente in quanto costui parla con lei solo tramite email attraverso un pc portatile, prima di entrare al collegio ha sempre vissuto in orfanotrofio. È una ragazza molto forte sia fisicamente che di carattere oltre che molto furba, ma le manca qualcuno che la possa amare come solo un genitore sa fare e quindi cerca in tutti i modi tramite varie ricerche di scoprire chi siano i suoi veri genitori, ma senza successo. Determinata, coraggiosa e testarda, è un maschiaccio e ama ogni tipo di sport. Luján è molto chiusa e riservata e ha sempre il timore che qualcuno possa essere contro di lei, come il prefetto del collegio, Blas Heredia che la tormenta in continuazione e cerca di metterle i bastoni tra le ruote in ogni occasione. Luján dopo molte ricerche, nella seconda stagione, scoprirà che il suo tutore è proprio Blas che è anche suo fratellastro e che l'ha sempre trattata duramente per renderla più forte e più matura per affrontare meglio la vita. Purtroppo però Blas morirà in un incidente stradale lasciando la ragazza priva di un tutore, per questo Sonia Rey e Franco Colucci dopo essersi messi insieme decideranno di adottarla; così diventerà sorellastra di Mía e Marizza e riuscirà finalmente ad avere una famiglia che la ama come aveva sempre sognato. È innamorata di Marcos, però lui all'inizio non vede altra ragazza all'infuori di Marizza salvo però non riuscire mai a concludere nulla. Col tempo però Marcos capisce che l'unica persona che gli è sempre rimasta a fianco nonostante tutto è Luján e capisce di esserne innamorato. Luján e Marcos riescono poi a diventare una coppia ma, a causa della gelosia di lei che si convince che a lui piaccia Fernanda, nella seconda stagione si lasciano. Nell'ultimo episodio, Marcos le chiederà di ritornare, di scegliere fra lui e un altro ragazzo più grande, e se la risposta sarà negativa lui accetterà, lei però gli confesserà i suoi sentimenti facendogli capire di essere ancora innamorata di lui e si rimetteranno insieme.
- Luna Fernández (stagione 1), interpretata da Georgina Mollo, doppiata da Ludovica De Caro (ep. 1x01-1x66) e da Roberta De Roberto (ep. 1x67-1x139).
Luna è una nuova arrivata ed ottiene una borsa di studio, pur essendo una borsista però non è perseguitata dalla Loggia. È timida, dolce, gentile, sognatrice, intelligente (ha infatti una delle medie più alte della classe) e romantica e segue sempre le regole, dice sempre la verità anche se questo vuol dire fare la spia, anche se lo fa semplicemente per essere utile e aiutare i suoi amici; è molto buona, non riesce a provare rancore, gelosia o ad odiare veramente qualcuno e mette sempre la felicità degli altri prima della sua, ciò nonostante è una ragazza forte e matura che sa come affrontare la vita e pensa anche a divertirsi; è molto onesta e non farebbe mai qualcosa di sbagliato. È sempre molto preoccupata per la sorella malata che non può parlare e si muove appena e tiene a lei più della sua stessa vita. Ha un rapporto difficile con la madre che non la sopporta e la vede solo come la badante della sorella e inoltre non vorrebbe che avesse degli amici o un ragazzo perché questo vorrebbe dire che la piccola sarebbe completamente affidata a lei e non vuole, nonostante tutto Luna cerca di voler bene a sua madre, ma spesso anche la sua bontà è inutile e non riesce a capire perché la madre la tratti così; Luna considera una madre sua zia Sandra che le rimane sempre vicino e la aiuta sempre in tutto. Le sue migliori amiche sono Marizza, Luján e Mía ed il suo migliore amico è Manuel, che diventa il suo primo amico in collegio. Luna, essendo amica sia di Marizza che di Mía, si trova spesso in mezzo ai loro litigi senza sapere da che parte stare. Avrà anche un rapporto di amicizia con Pilar, ma litigheranno perché Luna dirà a Claudia che la figlia le ha rubato i test di inglese e questo contribuisce ad un odio profondo nei confronti di Luna da parte di Pilar, ma alla fine faranno pace. Si innamora profondamente di Nico, ma non è accettata dalla famiglia di lui perché non è ebrea come il ragazzo; per restare con lui per un periodo penserà di convertirsi, ma poi Nico capisce che non deve obbligarla a cambiare religione e che non deve pensare a quello che dice sua madre. Per un periodo si fidanzerà con Tomás per dimenticare Nico, obbligata dalla madre di lui, ma poi capirà di amarlo troppo e si rimetterà con lui. Alla fine della prima stagione decide di lasciare il collegio per vivere con la sorella a San Luis in campagna per prendersi cura di lei. Nico allora, che non vuole lasciarla, le chiede di sposarlo e lei accetta così i due, dopo essersi sposati sulla spiaggia lasciano il collegio e vanno a vivere insieme a sua sorella e a sua zia Sandra.
- Felicitas "Feli" Mitre (stagioni 1-2), interpretata da Ángeles Balbiani, doppiata da Benedetta Ponticelli (ep. 1x01-1x66), Ilaria Egitto (ep. 1x67-1x130) e da Maia Orienti (ep. 1x131-179).
È la migliore amica di Mía e Vico. È buona e romantica, ma spesso si comporta in maniera vendicativa ed egoista, questo perché viene presa in giro da tutti per il suo essere obesa. Inspiegabilmente odia Luna, a tal punto da diventare amica di Pilar per cercare di cacciarla, ma si avvicineranno alla fine della prima stagione quando capisce le buone intenzioni di Luna. Sua madre è un'ex-modella che spesso la critica per il suo fisico e pensa solo all' aspetto, proprio per questo Feli ha un brutto rapporto con lei. Non ama il suo fisico perché si vede grassa e si fa molti problemi perché crede che per questo motivo i ragazzi non la considerino, a causa di questo per un periodo diventa anche bulimica, ma riesce a superare la malattia grazie alle sue amiche. Per un po' si fidanza con Manuel per cui sviluppa un'ossessione essendo lui il primo ragazzo a mostrarsi interessato a lei, ma poi diventa una sua cara amica quando capisce che lui ama Mía che lo ricambia, successivamente si mette con Augusto, il fratello di Vico, e con altri personaggi minori. Feli è molto cattolica. Inizialmente entra anche a far parte della band Erreway, ma a causa della gelosia di Augusto viene costretta a lasciarla a malincuore. Ha anche avuto una cotta per Simón (il cugino di Marizza) e per un ragazzo conosciuto al compleanno di Mía. Alla fine, nella seconda stagione, si innamora di Lalo, un ragazzo che lavora nel bar del collegio e rimane incinta di lui; quando scopre la cosa sua madre non vuole farla stare con Lalo, però lei si ribella e rimane nel collegio con lui.
- Victoria "Vico" Paz (stagioni 1-2), interpretata da Victoria Maurette, doppiata da ? (ep. 1x01-1x66) e da Francesca Rinaldi (ep. 1x67-2x179).
Le sue migliori amiche sono Mía e Feli; Mía la definisce il suo "progetto di maggior successo". Sicura di sé e affascinante, Vico sa di piacere ai ragazzi e ne fa un vanto. Nella prima stagione è considerata una ragazza facile, essendo andata con molti ragazzi, ma nella seconda stagione cambierà profondamente. Ha molti problemi con il padre il quale dopo aver perso il lavoro diventa alcolizzato e si dà al gioco d'azzardo oltre a diventare molto violento con lei da cui pretende anche che faccia i lavori domestici per lui e che le rimedi soldi per alimentare il suo vizio del gioco. Nella prima stagione si fidanza con Manuel, ma la Loggia ostacola il loro amore, poi con Guido, ma non dura tanto perché lui crede che lo tradisca con altri ragazzi. Nella seconda stagione Rocco si innamora di lei e cercherà di aiutarla nei suoi problemi con il padre; anche se lei inizialmente non lo sopporta capirà quanto lui sia innamorato di lei e si fidanzeranno, anche se spesse volte ci sono dei malintesi riusciranno sempre a fare pace. Nella prima stagione ha avuto anche un rapporto di amicizia con Pilar, finito male perché Vico le ha rubato il ragazzo. È una borsista, ma non ha mai avuto problemi con la Loggia (tranne durante la breve relazione con Manuel) anche se la spaventa molto.
- Nicolás "Nico" Provenza (stagione 1), interpretato da Guillermo Santa Cruz, doppiato da Gabriele Marchingiglio (ep. 1x01-0x66) e da Mattia Nissolino (ep. 1x67-1x139).
È un ragazzo molto buono e gentile, romantico e altruista oltre che allegro e spensierato, farebbe di tutto per i suoi amici; è il migliore amico di Manuel e Marcos mentre non va particolarmente d'accordo con Tomás. È il manager degli Erreway e trova loro un ingaggio nel locale di un amico di famiglia. Nella prima stagione è uno dei nuovi arrivati e come Manuel è perseguitato dalla Loggia essendo un borsista, ma a differenza dell'amico che vuole vendicarsi, Nico ha molta paura e vorrebbe solo essere lasciato stare. È l'unico studente ebreo del collegio, ma non lo fa sapere a nessuno perché non vuole discriminazioni, grazie a Manuel e Luna poi decide di non mentire più e capisce di non avere nulla da temere. È profondamente innamorato di Luna, ma i suoi genitori non vogliono che stia con lei a causa del fatto che non è ebrea come lui. Avranno parecchi problemi anche a causa di Tatiana, una ragazza ebrea come lui a cui è stato promesso da bambino; a differenza di Nico che però la vede solo come un'amica, Tatiana è cotta di lui e farà di tutto per separare i due ragazzi. Dopo molte vicissitudini però Nico e Luna riusciranno finalmente ad essere felici con la benedizione del padre di lui mentre la madre non riuscirà mai ad accettarli pienamente. Nico ha detto che prima di incontrare Luna era una persona vuota, che eseguiva sempre gli ordini senza pensare a cosa volesse veramente mentre grazie a lei ha imparato a lottare per le cose che desidera, come il loro amore. Quando Luna decide di lasciare l'Elite Way per tornare a vivere con la sorella malata, lui per non lasciarla le chiede di sposarsi e lei accetta, i due si sposano sulla spiaggia davanti a tutti i loro amici; inizialmente i loro genitori non vorrebbero, ma poi accettano il loro amore e i due partono per andare a vivere a San Luis in campagna con la sorella di Luna e sua zia Sandra, con quest'ultima ha un rapporto bizzarro dato che lei lo prende spesso in giro scherzosamente, ma si vogliono bene e lei è contenta di vederlo con la nipote. Inizialmente la donna non approvava il rapporto tra i due convinta che lui l'avrebbe solo fatta soffrire, ma ben presto capisce che si amano davvero e nonostante sia la prima a criticare il ragazzo è anche la prima a proteggere il loro amore.
- Marcos Soría Aguilar (stagioni 1-2), interpretato da Diego García, doppiato da Federico Zanandrea (ep. 1x01-1x66) e da Federico Di Pofi (ep. 1x67-2x179).
È un ragazzo molto studioso e per questo è considerato il "secchione" del collegio ed alcuni studenti si prendono gioco di lui, col tempo però cambia molto e si comincia a difendere; grazie a Marizza inoltre cambierà il suo look e si farà addirittura un piercing per sembrare più duro. Diventa un vero ribelle col tempo e anche se dal suo aspetto e dal suo atteggiamento non si direbbe rimane comunque il ragazzo con la media più alta del collegio. I suoi genitori sono ricchi e crede che non si preoccupino per lui. Inizialmente è profondamente innamorato di Marizza, ma è troppo timido per ammetterlo, poi capisce però che l'unica persona che gli è rimasta sempre vicino nonostante tutte le cose che gli succedevano non è Marizza, ma Luján, e dopo essersi reso conto di amarla i due si mettono insieme; nella seconda stagione si lasceranno a causa della gelosia della ragazza, ma poi capiranno di amarsi ancora e si rifidanzeranno. Marcos crede di essere un assassino per essere stato coinvolto nella morte di suo fratello (morto per la caduta da un cavallo) e per questa stessa ragione la madre non lo vuole vedere, poi però scoprirà che il fratello era morto per essersi imbottito di droga. Inoltre suo fratello faceva anche parte della Loggia (all'epoca chiamata "Mano Nera") e Nico e Manuel all'inizio sospettano che anche lui ne faccia parte, ma poi cambieranno idea quando Marcos gli racconta la verità su suo fratello. Marcos in seguito scoprirà che Guido fa parte della Loggia. È il migliore amico di Manuel e di Nico mentre le sue migliori amiche sono Luján (che poi diventerà la sua ragazza) e Marizza.
- Tomás Ezcurra (stagioni 1-2), interpretato da Jorge Maggio, doppiato da Massimo Di Benedetto (ep. 1x01-1x66) e da Gianluca Crisafi (ep. 1x67-2x179).
Tomás è un bravo ragazzo, ingenuo e figlio di una buona famiglia, ma anche un po’ egoista. È il migliore amico di Pablo e successivamente anche di Guido. Tiene molto ai suoi amici e fa di tutto per loro tanto che a volte si prende la colpa di quello che fa Pablo per non farlo punire. A causa di Joaquín verrà accusato di spacciare droga nel collegio insieme a Manuel, ma poi si scoprirà la verità e i due saranno scagionati. Verrà anche sospettato di appartenere alla Loggia, ma alla fine si scoprirà che quello che appartiene alla loggia è Guido con cui si arrabbierà molto, salvo poi perdonarlo. In alcuni episodi della prima stagione si metterà segretamente con Vico, la ragazza di Pablo, il quale poi lo scoprirà, ma lo perdonerà nonostante inizialmente non sopportasse il tradimento da parte del suo migliore amico. In seguito avrà anche una storia con Fernanda e successivamente con Luna che però lo lascerà essendo ancora innamorata di Nico, per un periodo Tomás sembrerà determinato a riconquistare la ragazza, ma la lascerà perdere quasi subito. Nella seconda stagione riuscirà a recuperare tutte le materie grazie all’aiuto della barista Ana, avrà una storia con Sol. Si fidanzerà ufficialmente con Pilar anche se all’inizio la prendeva in giro, ma dopo che lei ad una festa cercherà di fare uno spogliarello per fargliela pagare, Tomás si accorgerà di amarla veramente e riuscirà a farsi perdonare per iniziare tutto daccapo, ma seriamente. Tomás è molto carino e fra lui e Pablo, in fatto di ragazze, c'è una forte competizione tanto che spesso fanno delle scommesse. Litiga spesso con Manuel e non va molto d'accordo con Nico e Marcos.
- Guido Lassen (stagioni 1-2), interpretato da Diego Mesaglio, doppiato da Maurizio Merluzzo (ep. 1x01-1x66) e da Emanuele Ruzza (ep. 1x67-2x179).
È probabilmente uno dei ragazzi più matti dell'Elite Way, ha atteggiamenti un po' particolari, ma socializza facilmente con tutti. Soprannominato "caffè" per via della sua carnagione scura, è molto amico con Pablo e all'inizio è in conflitto con Tomás per il fatto che è segretamente fidanzato con Vico, la ragazza di Pablo, ma successivamente ne diventerà amico. Si vergogna di sua madre Ramona perché ha paura che lo prendano in giro per il fatto che prima era una domestica e comincia a dire che lei in realtà non è sua mamma, ma una donna sconosciuta che è impazzita e si è convinta che lui sia suo figlio, in seguito però farà pace con lei. Marcos scoprirà che fa parte della Loggia e per questa ragione sarà espulso dal collegio, salvo poi essere riammesso successivamente. È inizialmente follemente innamorato di Mía e poi proverà anche a rubare la ragazza a Tomás, Fernanda. Alla fine si fidanza con Vico di cui si mostra veramente innamorato. All'inizio della seconda stagione i due si lasciano e successivamente avrà anche una storia con Agustina, ma alla fine si fidanzerà con Laura. Nella seconda stagione i suoi genitori sono costretti a spendere quasi tutti i loro soldi per pagare un'operazione ad uno zio malato e devono iniziare a lavorare in una macelleria e Guido farà di tutto per non far scoprire ai suoi amici di non essere più ricco in quanto si vergogna.
- Sonia Rey (stagioni 1-2), interpretata da Catherine Fulop, doppiata da Mavi Felli (ep. 1x01-1x66), Maura Ragazzoni  (ep. 1x67) e da Emanuela Amato (ep. 2x179).
È la madre di Marizza. È una famosa soubrette ed è una delle star più famose dell'Argentina. È una donna molto bella ed attraente perciò ha sempre molti ammiratori, questo rende spesso sua figlia invidiosa per il fatto che la madre riceve più attenzioni di lei. Spesso si comporta in maniera infantile e sembra molto più un'adolescente piuttosto che un'adulta. Succede più di una volta che si interessi agli stessi ragazzi da cui è attratta Marizza. Tuttavia è una persona molto buona, disposta ad aiutare chi si trova in difficoltà. È molto protettiva con sua figlia e la difende sempre anche se lei spesso sembra non sopportarla. Marizza in particolar modo si arrabbia molto quando, nella seconda stagione, scopre che il suo vero padre non è come pensava Fabrizio Spírito ma Martín Andrade, successivamente però riescono a riappacificarsi. Sonia è molto amica con Mía e cerca sempre di aiutarla e questo non piace a Marizza dato che non sopporta la ragazza. Sonia è segretamente innamorata di Franco Colucci, il padre di Mía, ma non volendo ammetterlo fa finta di odiarlo, non perdendo occasione per criticarlo, chiamandolo tra l'altro "Culocci" invece di "Colucci" per deriderlo; anche Franco similmente è innamorato di lei, ma anche lui fa finta di non sopportarla. Alla fine però, durante la seconda stagione Franco e Sonia riusciranno a superare il loro orgoglio e a mettersi insieme, questo permetterà anche a Marizza e a Mía, che inizialmente non si sopportavano di riappacificarsi; inoltre dopo la morte di Blas i due adotteranno Luján, la migliore amica di Marizza. La sua migliore amica nella prima stagione è la sua aiutante Pepa e dalla seconda stagione diventa amica di Gloria e Hilda che la considera come una madre. Prima di rimanere incinta di Marizza ha avuto una storia con Dunoff.
- Franco Colucci (stagione 1-2), interpretato da Martín Seefeld, doppiato da Alessandro d'Errico (ep. 1x01-1x66) e Pierluigi Astore (ep. 1x67-2x179).
È il padre di Mía. È un importante uomo d'affari che gestisce una grande ditta di moda. Franco è sempre iperprotettivo nei confronti della figlia anche se spesso a causa dei suoi impegni lavorativi non può dedicarsi molto a lei. Franco nutre una grande simpatia per Manuel che considera come il figlio maschio che non ha mai avuto, lo assume anche a lavorare con lui, principalmente perché tenga sott'occhio Mía. È stato sposato con Marina Cáceres, la madre di Mía, la quale se ne è andata quando lei era piccola per problemi con la droga; per non dire a Mia la verità riguardo ai problemi della madre Franco inventa la storia che è morta, però poi, nella seconda stagione, Marina tornerà e Mia scoprendo la verità si sentirà tradita dal padre, salvo poi perdonarlo successivamente per le sue bugie. Franco è segretamente innamorato di Sonia Rey che fa finta di odiare ricevendo da lei un trattamento simile e per questo la vuole allontanare da Marizza, solo alla fine i due riusciranno a dichiararsi e a mettersi insieme dopo non poche opposizioni da parte delle rispettive figlie e successivamente adotteranno anche Luján che dopo la morte di Blas è rimasta senza tutore.
- Sergio Bustamante (stagioni 1-2), interpretato da Boy Olmi, doppiato da Sergio Luzi (ep.1x01), Luca Semeraro e da Elio Marconato.
È il padre di Pablo. È un importante uomo politico ed è il sindaco di Buenos Aires. È un uomo freddo oltre che un politico disonesto e corrotto, sfrutta spesso le sue numerose conoscenze e la sua influenza per ottenere in maniera illecita e immorale favori da parte di numerose persone, tra cui il presidente del consiglio di amministrazione del collegio. Sergio è molto duro con il figlio e vorrebbe che seguisse il suo esempio, diventando anche lui un politico di successo. Sergio, con l'aiuto di Pablo ottenuto con l'inganno, riesce a sbarazzarsi della moglie Mora, la madre di Pablo, togliendole la tutela del figlio e mandandola in Europa. Nella seconda stagione con un tranello riesce a comprare il 51% della proprietà del collegio prendendone di fatto la gestione con lo scopo di influenzare politicamente gli studenti. Successivamente Pablo riuscirà a scoprire gli inganni del padre e inizierà ad odiarlo. Alla fine Sergio viene smascherato e arrestato a causa delle illegalità commesse sfruttando il suo potere.
- Pilar Dunoff (stagioni 1-2), interpretata da Micaela Vázquez, doppiata da Giuliana Atepi (ep. 1x01-1x66) e da Laura Amadei (ep. 1x67-2x179).
Pilar è la figlia di Marcel Dunoff, il preside dell'Elite Way School. La madre, Claudia, è anche la professoressa di inglese del collegio. A causa di questo, lei non piace alla maggior parte degli studenti. Nella prima stagione, Pilar spesso per ripicca nei confronti dei compagni fa la spia al padre e inizia a scrivere su un "giornale", in forma anonima, in cui racconta tanti pettegolezzi su di loro. Nel corso della prima stagione si fidanzerà con Joaquín che sarà il suo primo ragazzo, ma scoprirà che spaccia droga nel collegio e lo lascerà, anche se per un periodo penserà di essere incinta di lui ma scoprirà essere solo un ritardo. Ingannerà Mía mettendo sulla scrivania del padre un giornalino che diceva che Mía e Blas avevano una storia. Successivamente per cercare di trovare amici ruba il test di inglese alla madre e lo passa ai suoi compagni, ma Luna lo riferisce a Claudia e Pilar verrà sospesa, questo fatto la porterà ad odiare molto Luna soprattutto per il fatto che prima la considerava la sua unica amica, alla fine però faranno pace. Cerca di rovinare la festa di Mía e Marizza, ma Santiago la ferma e Marizza, vedendola sola, la invita alla festa. Già da quel momento Pilar comincia a non fare più la spia con il padre e a farsi nuove amicizie. Dopo aver tentato di rovinare la festa di Mía e Marizza, entrerà in terapia perché, secondo Mancilla, è sociopatica. Nella seconda stagione invece socializza un po' di più e diventa amica di alcune persone nella sua classe come Belén, Fernanda e per un periodo Sol, successivamente anche di Vico e di Marizza. Alla fine non sarà più trattata come "la figlia del direttore" e inizierà ad essere considerata come tutti gli altri ragazzi e come una buona amica. Si fidanzerà ufficialmente con Tomàs per il quale mostra già dalla prima stagione una certa attrazione.
- Joaquín Arías Parrondo (stagione 1), interpretato da Gastón Grande, doppiato da Guido D'Andrea.
È un ragazzo entrato al posto di Vico (che poi verrà riammessa), farà il doppio gioco con Marizza e Mía, e poi Vico e Pilar. Per tutto il collegio è considerato omosessuale (a causa di una notizia messa in giro per vendetta da Marizza e Mía). Si scoprirà che spacciava droga ai ragazzi del 5º anno e cercherà di far cadere le colpe su Tomás e Manuel, ma non ci riuscirà e verrà cacciato dall'istituto. Pratica deltaplano e fa gare in tutto il mondo, suo zio è un amico del preside Dunoff.
- Diego Urcola (stagione 1-2), interpretato da Diego Child, doppiato da Simone Lupinacci e da Emanuele Perugini.
Diego è alunno dell'Elite Way School già nella prima stagione, però interpreta un ruolo più importante solamente nella seconda. Come si vede già nella prima stagione è amico di Pablo e degli altri suoi amici. Si fidanza per un po' con Marizza finché lei non scopre che lui sta facendo il doppio gioco con un'altra ragazza che non fa parte del collegio. Aiuta Pablo nella direzione del Centro degli Studenti, facendo al contempo finta di stare dalla parte di Marizza.
- Fernanda Peralta Ramos (stagioni 1-2), interpretata da María Fernanda Neil, doppiata da Anna Chiara Repetto (ep. 1x67-2x179).
È una studentessa all'Elite Way School; è sempre alla ricerca di un nuovo ragazzo. Pare che abbia mandato in ospedale un suo ex fidanzato per averla mollata. Avrà una relazione con Tomás, e successivamente con Guido che si fingerà un aristocratico per poterle interessare. Nella seconda stagione si innamora di Marcos e ci si fidanza, ma per poco, e perciò entra in conflitto con Luján.
- Belén Menéndez Pacheco (stagioni 1-2), interpretata da Belén Scalella e doppiata da Anna Mazza (ep.1x01-1x66) e da Monica Bertolotti (ep. 1x67-2x179).
Studentessa all'Elite Way School; ex compagna di stanza di Mía, con cui pare non andare molto d'accordo. Dalla seconda stagione diventa amica di Fernanda, Pilar e per un periodo di Sol.
- Flor Fernández (stagione 1), interpretata da Nadia Di Cello.
Flor è la sorella di Luna. È molto malata e non può camminare né parlare, ma poi riuscirà a parlare con la sorella in un episodio. Vuole molto bene a Nico ed è contento di vederlo con la sorella, in un primo momento Marizza la spaventa, ma poi diventano amiche e grazie a lei riesce ad alzarsi dal letto. Vuole molto bene alla sorella, ma vuole che viva la sua vita senza preoccuparsi di lei. Ad un certo punto parte per San Luis, in campagna con la madre e fa capire a Luna che non deve venire con lei (parlandole per la prima volta) perché deve continuare a studiare, stare con le sue amiche e con Nico. Alla fine della prima stagione però Luna va a vivere con lei insieme alla loro zia Sandra e a Nico. È molto triste quando sua madre e sua zia litigano o quando la madre tratta male Luna. È una grande fan di Sonia Rey ed ha un album pieno di sue foto.
- Nacho (stagione 1), interpretato da Agustín Sierra e doppiato da Loretta Di Pisa (ep. 1x01-1x66) e Deborah Ciccorelli (ep. 1x67-1x139).
È un ragazzino di strada. Vivace e combina guai è un vero terremoto. Verrà accudito da Marizza; alla fine, per evitare di mandarlo in un orfanotrofio, Pepa, l'assistente di Sonia, decide di prendersene cura e di adottarlo. Vuole molto bene a Luján e Luna e vede in Marizza la figura di una sorella maggiore che ammira molto dopo che il fratello finisce in galera per aver picchiato Pablo. Non sopporta Pablo Bustamante ed è geloso di Flor, la sorella malata di Luna. Non appare nella seconda stagione perché si è trasferito lontano con Pepa.
- Paula Ríos (stagione 1), interpretata da Agustina Dantiacq, doppiata da Monica Bertolotti.
È l'ex amante del padre di Pablo e verrà pagata dallo stesso perché si fidanzi con Pablo e lo aiuti a maturare; Paula però finirà col innamorarsi profondamente di lui e per sfuggire al padre del ragazzo che non vuole che i due si innamorino veramente i due scapperanno insieme a Rosario, ma una volta scoperta la verità il ragazzo non vorrà mai più saper nulla di lei nonostante in realtà se ne fosse innamorato. Non sopporta Marizza e litiga spesso con lei per via di Pablo.
- Tatiana (stagione 1), interpretata da Daniela Nirenberg.
È una ragazza ebrea promessa sposa a Nico quando i due erano ancora piccoli. All'inizio era in viaggio, ma torna per stare con Nico proprio quando lui si era appena innamorato di Luna. A differenza del ragazzo che sta con lei perché obbligato dai genitori lei è molto innamorata di lui e per questo non sopporta Luna che cerca costantemente di separare da lui, dato che ha capito subito che fra i due c'è qualcosa di forte. Alla fine però Nico la lascia definitivamente, dicendole che ama Luna e che per questo non vuole stare con lei; in un primo momento Tatiana non prende bene la cosa e cerca ancora di separare i due, ma poi capisce che Nico non la amerà mai e se ne va. Suo padre, Mauricio, ha un locale in cui Nico fa suonare gli Erreway, ma quando quest'ultimo lascia Tatiana licenzia la band. È molto bella e per questo molti ragazzi le vanno dietro, ma lei ha occhi solo per Nico.
- Simón (stagione 1), interpretato da Esteban Pérez e doppiato da Stefano Billi.
È un ragazzo più grande, ama Marizza, che si fidanzerà con lui per poter dimenticare Pablo. È un fotografo molto bravo. Maturo e responsabile è però ancora un po' ragazzino e non sempre si comporta da adulto. È in segreto il padre di un neonato, avuto con un'altra donna con la quale è sposato. Sfiderà Pablo e Marizza a fare una corsa clandestina contro di lui per soldi e i due gli distruggeranno anche la macchina credendo che Simón avesse manomesso i freni della macchina di Pablo quando in realtà era stato Facundo. Viene assunto all'Elite Way School come fotografo. All'inizio Marizza e Simón si odiano a morte, ma poi tra loro nasce una storia. Quando Marizza scopre che Simón è sposato lo perdona e vuole continuare a stare con lui, ma poi la moglie di Simón le dirà di lasciarlo in pace per il bene del loro figlio (Simón junior) che è malato e ha bisogno di cure.
- Facundo (stagione 1), interpretato da Ignacio Borderes.
È un amico di Pablo e suona in una band. Dimostrerà subito un debole per Marizza e si metteranno anche insieme; inoltre per gelosia Facundo manometterà i freni della macchina di Pablo. Dopo questo fatto Marizza lo lascerà.
- Luz Leghisamon (stagione 1), interpretata da Sabrina Garciarena.
È la sorella minore di Mercedes (la fidanzata di Franco Colucci nella prima stagione) e fa la modella. È molto bella e lo sa, tanti ragazzi le vanno dietro e questo le piace. Si innamora di Manuel e per un periodo ci si fidanza, ma quando lui scopre le cattiverie che ha fatto a Mía per separarla da lui e per farla cacciare dal padre (come voleva Mercedes) la lascia. Litiga sempre con Mía che non sopporta soprattutto per via di Manuel
- Mercedes Leghisamon (stagione 1), interpretata da Adriana Salonia.
È la fidanzata di Franco Colucci. Odia Mía e vorrebbe convincere Franco a mandarla in un collegio svizzero, di conseguenza lei non la sopporta. Verrà lasciata da Franco quando scoprirà grazie a Sonia Rey, che è sua rivale in quanto segretamente innamorata di Franco, gli inganni che ha messo in atto ai danni di Mía.
- Laura Arregui (stagione 2), interpretata da Mariana Seligmann, doppiata da Claudia Scarpa.
Laura è la sorella di Lola con la quale cerca di migliorare i suoi rapporti nonostante le opposizioni da parte di quest'ultima che non la sopporta perché la vede sempre come la figlia preferita dai loro genitori. Ha un carattere molto simile a Luna: sensibile, tranquilla, intelligente e buona amica. Stringe subito una forte amicizia con Marizza e Luján, le sue compagne di stanza. Si fidanza inizialmente con Francisco che però piace anche a sua sorella e questo va con il peggiorare i rapporti già poco buoni con lei, successivamente poi con Marcos e infine si fidanza con Guido. Scopre che la sorella è stata adottata, ma inizialmente non riesce a dirglielo per il fatto che i loro genitori glielo proibiscono credendo che non sia ancora il momento giusto perché Lola lo venga a sapere.
- Dolores "Lola" Arregui Vil Alba (stagione 2), interpretata da Lis Moreno, doppiata da Katia Simeoni.
Lola, che in realtà si chiama Dolores, nome che non le piace affatto e che tende sempre a nascondere, è la sorella minore di Laura, con la quale almeno inizialmente non ha dei buoni rapporti per il fatto che Laura è sempre la figlia preferita dai genitori. Si innamora inizialmente di Francisco e crede di essere ricambiata quando invece lui si è avvicinato a lei solo perché gli piace sua sorella Laura con la quale si metterà; quando scoprirà la cosa rimarrà molto male e i suoi rapporti con la sorella peggioreranno ancora. Lola è la migliore amica di Bianca e nel corso della serie diventa molto amica anche con Marizza. In seguito si fidanza con Pablo che però non prova nulla per lei e si è messo con lei solo per fare ingelosire Marizza. Dopo essere stata lasciata da Pablo scopre di essere stata adottata e che è per questo che i suoi genitori le hanno sempre preferito Laura che è invece loro figlia naturale; alla fine riesce anche ad incontrare e a conoscere la madre biologica grazie a Luján.
- Francisco Blanco (stagione 2), interpretato da Francisco Bass, doppiato da Matteo Vacca.
Francisco è un borsista che piace a tutte le ragazze. Diventa subito amico di Manuel, con cui condivide la camera insieme a Diego e Marcos. Tenta di avvicinarsi a Laura aiutandola a migliorare il rapporto con la sorella. Tutto questo fa credere a Lola che a Francisco piaccia lei proprio nel momento in cui invece lui si è fidanzato con Laura. Successivamente si innamora di Sabrina la quale però inizialmente non lo ricambia avendo per la testa Manuel, successivamente riuscirà però a mettersi con lei per un certo periodo. Quando Mía e Manuel litigano e si lasciano, Manuel chiede a Francisco di controllare Mía e di raccontargli qualsiasi cosa faccia, ma lui finisce così per avvicinarsi così tanto a Mía che instaura con lei un'ottima amicizia e inizia a rifiutarsi di riferire a Manuel quello che lei fa. Francisco diventa il migliore amico di Mía e inizia a frequentarla così tanto che iniziano a girare le voci che i due sono fidanzati, per proteggere Feli inizieranno a fare finta di stare insieme, Francisco però standole così vicino si innamorerà davvero di lei e per un breve periodo si fidanzeranno sul serio. Alla fine della seconda stagione invece si metterà con Agustina.
- Rocco Fuentes Echagüe (stagione 2), interpretato da Piru Sáez, doppiato da Danny Frantucci.
È un ragazzo dal look alternativo. Dorme in camera con Pablo, Guido e Tomás, dai quali è inizialmente mal visto. Ama filmare qualsiasi cosa con la sua telecamera e questo spesso dà fastidio ai suoi compagni. Ama molto la musica infatti suona la chitarra e gli piace cantare. In alcuni episodi si diffonde il dubbio che possa essere gay, finché non scoprirà di essere innamorato di Vico; nonostante la ragazza inizialmente non lo consideri riuscirà a farsi apprezzare da lei aiutandola tra l'altro con il padre che ha problemi con l'alcolismo e il gioco d'azzardo, e infine riuscirà a mettersi insieme a lei nonostante qualche litigio.
- Sol Rivarola (stagione 2), interpretata da Inés Palombo, doppiata da Patrizia Salerno e da Jessica Bologna.
Sol è una ragazza molto piena di sé, che ha come sogno quello di diventare una modella famosa, sogno fortemente osteggiato dai suoi genitori che la hanno iscritta al collegio contro la sua volontà dato che lei avrebbe voluto iscriversi ad una scuola di moda. È considerata una delle ragazze più belle del collegio, e questo è uno dei motivi per cui si trova in conflitto con Mía. Quando Mía e Manuel tornano dalle loro vacanze, Sol cerca di farli litigare avvicinandosi a Manuel. Viene poi convinta da Pablo a fidanzarsi con lui; Pablo infatti pensa, convinto dal padre, che mettersi con una delle ragazze più belle del il collegio lo possa rendere popolare e possa aiutarlo a vincere le elezioni per diventare presidente del consiglio studentesco con il suo partito "Centro degli studenti"; per convincerla dato che all'inizio lei non è molto accondiscendente le procura un'intervista con un famoso stilista in quanto il desiderio di Sol è quello di diventare una grande modella. Dorme in camera con Mía, Feli, Vico e Pilar, in particolare al suo arrivo al collegio si impossessa del letto di Mía che però riesce poi a riprenderselo. Diventa molto amica di Pilar, Fernanda e Belén, le quali però poi si accorgono della sua falsità ed iniziano ad evitarla. Per un periodo si fidanza segretamente con Blas, più per dimostrare a sé stessa che se Mía era uscita con lui anche lei ce l'avrebbe fatta che perché gli interessi davvero Blas; successivamente si avvicina a Maxi, l'ex di Feli unicamente per il suo patrimonio e per le sue conoscenze che potrebbero fagli trovare un posto da modella. Viene a scoprire che Manuel ha tradito Mía con Sabrina e cerca di sfruttare la cosa per farli litigare in modo da fare dispetto a Mía, ma fortunatamente Vico riesce a fermarla. Riesce inoltre a far allontanare Mía da Feli facendo credere a quest'ultima di voler fare amicizia con lei e facendole credere che Mía non sia con lei un'amica sincera; fortunatamente però Feli scoprirà la verità, si riappacificherà con Mía e con lei si vendicheranno di Sol. Quando Feli rimane incinta minaccia di dire la verità a Dunoff; Marizza però riesce ad evitarlo concedendole di pubblicare una sua foto su una rivista di moda per merito della madre. Alla fine Sol si ritira dall'Elite Way per "seguire" il suo sogno di diventare una grande modella.
- Bianca Delight (stagione 2), interpretata da Débora Cuenca, doppiata da Greta Bonetti.
È la migliore amica di Lola e anche di Agustina. Cerca sempre di far ragionare Lola e per un periodo si innamora di Rocco. Successivamente verrà ritirata dal collegio.
- Agustina Laumann (stagione 2), interpretata da Paola Sallustro, doppiata da Fabiola Bittarello.
È una ragazza del terzo anno, compagna di classe di Lola. È inizialmente follemente innamorata di Guido con il quale riesce a fidanzarsi nonostante a lui di lei non importi nulla, legandolo a se grazie a numerosi regali costosi. Successivamente si fidanzerà con Francisco.
- Sabrina Guzmán (stagione 2), interpretata da Gimena Accardi, doppiata da Eleonora Reti.
È la figlia del produttore discografico a cui si rivolgono gli Erreway. Si innamora di Manuel e cerca di allontanarlo da Mía, a cui non va molto a genio. Cercherà di separarli e ce la farà; Manuel tradirà Mía con lei. Avrà anche una breve storia con Manuel che in seguito la lascerà per tornare con Mía. Diventerà anche la manager e la fotografa degli Erreway. Per un periodo si fidanza anche con Francisco.
- Ana (stagione 2), interpretata da Ana Barata e doppiata da Roberta De Roberto.
È la ragazza che lavora al bar del collegio. Si innamora di Tomás e per questo farà i compiti sia a lui che a Pablo e a Guido, dai quali poi grazie a Marizza verrà pagata. Non sopporta Fernanda e Sol. Dopo un po' di tempo decide di andarsene dal collegio.
- Javier Alanis (stagione 2), interpretato da Mariano Bertolini, doppiato da Sacha Pilara.
È il figlio della nuova fidanzata di Sergio Bustamante e quindi il fratellastro di Pablo. Viene iscritto al collegio dalla madre su consiglio di Sergio ad anno già iniziato. Non ha un buon rapporto con Pablo, anche per il fatto che sono entrambi innamorati di Marizza, infatti cerca sempre di metterlo in cattiva luce davanti al padre. È innamorato di Marizza la quale all'inizio non lo può vedere, ma riesce ad avvicinarsi a lei fingendo di avere in testa una valvola a seguito di un incidente in modo da farle compassione, successivamente arriva a mettersi con lei, ma alla fine si lasciano in quanto lei in realtà è ancora innamorata di Pablo. Dopo essere stato lasciato da Marizza inizia a fare la spia con Sergio per vendetta nei confronti della ragazza e di Pablo. Verrà cacciato dal collegio grazie a Guido che convincerà il padre che lui è omosessuale.
- Consuelo (stagione 2), interpretata da Soledad Fandiño, doppiata da Manuela Velini.
È la segretaria di Pablo. È una bella ragazza che ha appena finito il liceo. È stata assunta da Sergio che la utilizza per tenere sott'occhio il figlio ma siccome è innamorata di Pablo spesso lei lo inganna per proteggere il ragazzo. Per un po' di tempo si mette insieme a Pablo, ma dopo lui la lascia per rimettersi con Marizza.
- Gonzalo "Lalo" Rosada (stagione 2), interpretato da Amilcar Machado.
È un ragazzo che prende la gestione del bar dopo che Michi lascia il posto di barista per diventare la nuova segretaria. È innamorato di Feli, ma inizialmente non è ricambiato, in particolar modo fa di tutto per farle capire che Máximo, con cui la ragazza sta uscendo, non fa per lei. La loro storia è molto complicata, perché la madre di Feli non accetta che la figlia, essendo di una famiglia ricca, stia insieme ad un ragazzo squattrinato come lui e cerca tutti i modi per dividerli e per far tornare Feli con Máximo.
- Máximo "Maxi" Cambert (stagione 2), interpretato da Nicolàs Maiques.
È un ragazzo che la madre di Feli presenta alla figlia con l'idea di farli mettere insieme. Incarna lo stereotipo del secchione e infatti indossa sempre degli occhiali piuttosto spessi e dei vestiti poco alla moda, inoltre anche come ideali è abbastanza retrogrado e conservatore. Fa parte di una famiglia ricca e tende a snobbare quelli delle classi sociali inferiori come Lalo o coloro che hanno un look troppo trasgressivo tipo Vico. È innamorato di Feli la quale si mette con lui anche se il ragazzo non gli piace un po' per compiacere sua madre un po' perché, a causa della sua bassa autostima dovuta ai suoi chili di troppo, non crede di poter trovare di meglio. Dopo essersi lasciato con Feli viene avvicinato da Sol che si interessa di lui unicamente per il suo patrimonio e per il fatto che sua zia possiede una catena di negozio di moda che potrebbe trovarle un posto da modella come è il suo sogno.
- Hilda Acosta Pueyrredón (stagioni 1-2), interpretata da Hilda Bernard, doppiata da ? (ep. 1x01-1x66), Daniela Debolini (ep.1x67-1x130) e da Rosalba Bongiovanni (ep. 1x130-2x179).
È la professoressa di storia dell'Elite Way School. È la docente più anziana del collegio. Nelle prime puntate della prima stagione Hilda viene inquadrata come una professoressa severa e con un'ideologia troppo rigida, per questo motivo nell'episodio 45 viene sollevata dal suo incarico per un mese. Grazie a Santiago Mancilla riesce però a rivedere le sue metodologie nella didattica ed ottenere il rispetto dei suoi allievi. Incontrerà una sua vecchia fiamma Hilario Pueyrredón, ex docente di musica del collegio con il quale si fidanzerà dopo qualche controversia iniziale. Nella seconda stagione purtroppo Hilario morirà e Hilda rimarrà per parecchio tempo in lutto. Grazie a Gloria però scoprirà di avere ancora molti anni di vita avanti e, di conseguenza, inizierà una nuova vita, fatta anche di piaceri e non solo di formalità. Grazie a Sonia Rey che la ospiterà anche per un lungo tempo in casa sua, cambierà look e tornerà ad essere una splendida "ragazza".
- Carmen Menéndez (stagione 2), interpretata da Helena Jios.
Carmen Menéndez è la docente di letteratura spagnola del 4º anno. È una ex studentessa dell'Elite Way School, ha un atteggiamento eccessivamente severo. Ha l'obiettivo segreto di rivendicare le angosce passate nella sua adolescenza e per questo cerca di colpire le studentesse più belle popolari del collegio obbligandole a mantenere un aspetto molto sobrio ad esempio costringendole a legare in capelli quando sono in classe o impedendo loro di utilizzare il trucco.
- Carlos Velázquez, interpretato da Marcelo Melingo.
È il docente di economia dell'istituto (prima stagione). Si innamora e fidanza con Lulú. La sua relazione cesserà di esistere quando quest'ultima verrà a scoprire che è sposato. Da sempre in rivalità con Santiago Mancilla, Velázquez cercherà in ogni modo di farlo licenziare dal collegio; dal compito in bianco valutato 7 di Pablo alla presunta relazione con la moglie di Dunoff, Claudia. Non ha buoni rapporti con gli allievi, in particolar modo con Mía che minaccerà, nell'episodio 62, di rimandarla per una sciocchezza. Si dimetterà quando Marizza gli farà credere che Dunoff abbia insultato il suo operato nell'Istituto.
- Renata Migues (stagione 1), interpretata da Malena Solda, doppiata da Laura Amadei.
Giovane professoressa neo-laureata e raccomandata da Ricardo Echamendi, di cui si scoprirà sorellastra, presidente del consiglio di amministrazione del collegio, entra nel collegio instaurando un rapporto molto distaccato con i suoi allievi. Avrà un rapporto di gelosia, odio (apparente) ed amore con Santiago Mancilla, si fidanzerà con lui e insieme se ne andranno per andare ad insegnare in una nuova scuola creata per i ragazzi poveri nel sud del paese. È abbastanza egoista, ma in fondo è buona e dolce.
- Prof.ssa Ayerza (stagione 2), interpretata da Irene Almus.
È la professoressa di fisica, chimica e scienze naturali dell'Istituto. Per motivi personali rinuncerà all'incarico.
- Prof.ssa Berta (stagione 2), doppiata da Daniela Debolini.
È la professoressa di arte (attività pratiche) del collegio. Raccomandata da Echamendi, rinuncerà alla cattedra e si dimetterà dopo aver assistito ad una guerra di materiali, colori e colle nel laboratorio di arte durante una sua lezione che doveva trattare le "arance".
- Matías Miranda (stagione 2), interpretato da Federico D'Elía.
È il professore di arte che nella seconda stagione sostituisce Martin Andrade quando si scopre che quest'ultimo viene cacciato dalla collegio quando si scopre la sua vera identità e che non possiede l'abilitazione all'insegnamento. Viene nominato anche tutor degli alunni del 4º anno e successivamente, quando Blas lascia il collegio, anche precettore scolastico. Con gli alunni è molto severo e per questo suscita molte proteste da parte loro, ma spesso finisce per prendere le loro difese. Odia Sergio Bustamante e cerca in tutti i modi di incastrarlo e farlo processare.
- Santiago Mancilla (stagione 1), interpretato da Fernán Miras, doppiato da Lorenzo Scattorin (ep. 1x66) e da Raffaele Proietti (ep. 1x67-139).
È il professore di etica e filosofia dell'Elite Way School. Ex studente del collegio, Mancilla si rende subito il "difensore degli studenti" con cui instaurerà un ottimo rapporto di amicizia. Proprio per il suo nuovo metodo di insegnamento otterrà tra i colleghi molti consensi, ma anche molti dissensi come quello di Velázquez o dello stesso dirigente scolastico, Marcel Dunoff. Alla fine della prima stagione, dopo essersi fidanzato con Renata se ne andrà con lei dal collegio per andare ad insegnare in una nuova scuola.
- Blas Heredia (stagioni 1-2), interpretato da Pablo Heredia, doppiato da Gianluca Iacono (ep. 1x66) e Luca Graziani (ep. 1x67-2x146).
È il tutore scolastico del 3º anno (4° nella seconda stagione), nonché uno dei guardiani del collegio. È il tutore segreto di Luján nonché il suo fratello adottivo e, grazie ad un'assunzione raccomandata dal presidente del consiglio di amministrazione del collegio Echamendi, si è fatto assumere nel collegio per conoscere e controllare di persona la sorella. Il suo comportamento nei confronti della sorellastra però è molto duro; sembra quasi che la odi mentre in realtà lei è la sua principale preoccupazione e si comporta così perché crede in tal modo di poterla far crescere più forte e più matura in modo che possa affrontare meglio la vita. Il suo comportamento così spocchioso e volgarmente freddo nei confronti di Luján farà arrabbiare quest'ultima che si sentirà perseguitata dopo tutti gli insulti ed ingiustizie nei suoi confronti. È innamorato di Mía e durante la prima stagione riuscirà ad avere una relazione con lei la quale però finirà a causa dell'amore represso di lei per Manuel. Durante la seconda stagione viene coinvolto in un grave incidente stradale che lo porterà alla morte. In seguito Lujan troverà una lettera scritta da Blas prima della sua morte.
- Claudia Dunoff (stagioni 1-2), interpretata da Carolina Vespa e doppiata da Claudia Spadari.
È la madre di Pilar e la moglie di Marcel. In seguito sarà anche la professoressa di inglese del collegio. A differenza del marito e della figlia, è una persona molto buona, equa e onesta, difatti spesso si trova in contrasto con il marito. Prova un sentimento per Santiago. Nella seconda stagione si separa dal marito che considera troppo debole e troppo incline a sopportare per codardia e per opportunismo i soprusi dei potenti come Echamendi e Sergio Bustamante.
- Marcel Dunoff (stagioni 1-2), interpretato da Arturo Bonín, doppiato da Oliviero Corbetta (ep. 1x01-1x66), Marco Mori (ep. 1x67) e da Mino Caprio.
È il preside del collegio ed è il padre di Pilar e il marito di Claudia. È apparentemente una persona onesta e severa, ma in realtà si rivela completamente privo di iniziativa e di carattere e sempre pronto a sottostare alle decisioni dei più potenti come il presidente del consiglio di amministrazione del collegio Ricardo Echamendi e il sindaco Sergio Bustamante. Viene cacciato dal collegio a causa di un inganno perpetrato dagli studenti per vendicarsi per la severità delle punizioni da lui inflitte, salvo poi essere reintegrato quando il suo successore viene cacciato a causa di uno scandalo. Con la figlia Pilar è molto protettivo e la difende sempre, credendola sempre estranea ai piani messi a punto dagli studenti, lei spesso riesce ad ottenere ciò che vuole da lui, minacciandolo di dire alla madre, Claudia, che lui ha una storia con Gloria, la segretaria, la quale effettivamente è innamorata di lui. Nella seconda stagione litigherà con la moglie la quale minaccerà il divorzio.
- Maria Jesus Vanzquez (stagione 2), doppiata da Vanina Marini.
È la professoressa di ginnastica. Al suo arrivo in collegio è innamorata di Andrés, al quale invece piace Sonia Rey. È una ragazza giovane e carina e si fidanzerà con Blas, che poi lascerà perché si dice che Blas abbia un'altra donna.
- Ricardo Echamendi (stagioni 1-2).
È il presidente del consiglio di amministrazione del collegio oltre che il principale azionista di esso. È una persona politicamente influente e spesso prende molte decisioni tipo assumere nuovi insegnanti o ammettere nuovi alunni per opportunità. Grazie al suo potere riesce sempre a manipolare il preside Dunoff secondo il suo volere. Nella seconda stagione viene costretto a vendere con un inganno il 51% della proprietà del collegio a Sergio Bustamante.
- Gloria (stagioni 1-2), interpretata da María Roji, doppiata da Deborah Ciccorelli.
È la segretaria del collegio. Nella prima stagione è single e segretamente innamorata del preside Dunoff e cerca in ogni modo di attirare la sua attenzione e di allontanarlo dalla moglie Claudia. Per un periodo si innamora di Franco Colucci e continua a fare fantasie su di lui salvo poi non concludere nulla, ma poi la cotta le passerà anche perché l'uomo non mostra mai attenzione verso di lei. Con gli studenti si comporta normalmente in modo abbastanza formale, salvo poi aiutarli spesso in segreto. Nella seconda stagione rincontra un suo vecchio amore e decide di partire con lui per la Spagna lasciando il collegio.
- Pepa (stagione 1), interpretata da Luciana Ramos, doppiata da Diana Anselmo.
È la manager e la migliore amica di Sonia Rey. Successivamente adotterà Nacho. Vuole molto bene anche a Marizza, la quale aiuterà sempre nelle situazioni difficili. Nella seconda stagione non appare perché si è trasferita in un altro posto con suo fratello e Nacho.
- Casildo Font in Menendez (stagione 2), doppiato da Giovanni Petrucci.
È il preside assunto come sostituto di Dunoff quando questo viene cacciato a causa di un inganno degli studenti nella seconda stagione. È apparentemente una persona seria, molto severa ed estremamente formale e per questo nutre una particolare avversione per Rocco a causa del suo stile alternativo. Con la scusa di utilizzarla come spia per controllare gli altri studenti si avvicinerà a Sol della quale tenterà di abusare e verrà poi scoperto da Rocco che si vendicherà di lui con un video e da Gloria che aprendo il cassetto della scrivania per cercare un documento da dare a Echamendi trova le foto di Sol sparse. Viene infine cacciato dal collegio.
- Sandra Fernández (stagione 1), interpretata da Susana Ortiz, doppiata da Emanuela Amato.
È la zia di Luna. È un po' matta e tiene moltissimo alla nipote che considera come una figlia, vorrebbe che lei si aprisse di più al mondo e che uscisse dal guscio in cui sua madre l'ha rinchiusa. Inizialmente non vede di buon occhio Nico, ma poi capisce che ama veramente Luna ed è il ragazzo adatto a lei. Il rapporto tra i due è molto divertente dato che lei continua a prenderlo un po' in giro e a fargli degli scherzetti, ma gli vuole molto bene e lo vede come un figlio ed è molto contenta della storia tra lui e Luna. Quando sua nipote si iscrive al collegio prende in gestione il bar all'interno di esso per starle vicino mentre prima aveva un piccolo salone da parrucchiera in cui Luna veniva spesso per aiutarla. Alla fine della prima stagione, quando Luna lascerà il collegio insieme a Nico, se ne andrà con lei lasciando la gestione del bar dicendo invece che ha intenzione di aprire un piccolo salone di bellezza a San Luis. Non sopporta Anita la madre di Nico perché non vuole che il ragazzo stia con sua nipote e nemmeno sua sorella che considera una strega e odia che lei non lasci che Luna viva la sua vita normalmente. Vuole invece molto bene a Manuel e spesso gli chiede di stare vicino alla nipote.
- Marina Cáceres Colucci (stagione 2), interpretata da Patricia Viggiano.
È la madre di Mía. Si è allontanata dalla famiglia quando la figlia era piccola a causa di problemi con la droga. Franco, per nascondere la verità su di lei, convince Mía che sia morta. Quando, nella seconda stagione, Marina tornerà per incontrare Mía, quest'ultima, scoprendo la verità, si sentirà profondamente delusa dal padre a causa delle sue bugie, però successivamente lo perdonerà.
- Dolores Mitre (stagioni 1-2), interpretata da Connie Marino.
È la madre di Feli. Spesso è molto critica nei confronti della figlia per i suoi problemi di peso. Cerca in tutti i modi di cercare un ragazzo di famiglia ricca che sia un buon partito per farlo mettere insieme alla figlia e a tal fine le presenta Maxi. Feli inizialmente è succube delle sue decisioni, solo grazie alle sue amiche e soprattutto grazie a Miki, riuscirà ribellarsi e ad imporsi su di lei Si opporrà in ogni modo alla relazioni tra Feli e Lalo in quanto il ragazzo viene da una famiglia di umili origini.
- Luca Colucci (stagione 1), interpretato da Tommy Dunster.
È il fratello minore di Franco e zio di Mía. Nella prima stagione ha una relazione con Sonia Rey che poi lascerà per trasferirsi in Europa per lavoro.
- Martín/Octavio Andrade (stagione 2), interpretato da Miguel Angel Cherutti, doppiato da Stefano Santerni.
È il vero padre di Marizza. Per avvicinarsi alla figlia si fa assumere come professore di arte nel collegio sotto il falso nome di Octavio. Diventa l'idolo dei ragazzi in quanto prende sempre le loro difese e per questo in un certo senso prende nella seconda stagione il posto che aveva il professor Mancilla nella prima. Quando Marizza scopre che è suo padre per un certo tempo si trasferisce da lui in quanto non vuole avere più a che fare con Sonia per averle nascosto la verità, successivamente però Marizza farà pace con la madre e tornerà a vivere con lei, dopo aver provato invano a farla rimettere insieme a Martin. Verrà esonerato dal suo posto di insegnante per mezzo di Sergio Bustamante quando quest'ultimo scopre che aveva mentito sulla sua identità e che non possiede i titoli necessari per insegnare. Alla fine si trasferirà fuori città per lavoro.
- Andrés Vazques (stagione 2), interpretato da Fabián Mazzei.
È il migliore amico di Franco Colucci ed è come uno zio per Mía. Nella seconda stagione si occupa di Mía durante un lungo viaggio di lavoro di Franco a Tokyo. Successivamente diventa il manager e per un po' di tempo anche il fidanzato di Sonia Rey.
- Peter (stagione 1), interpretato da Horacio Diana.
È l'autista di Franco Colucci nella prima stagione. È molto amico con Mía che lo considera come uno zio. Viene licenziato da Franco per aver provato a rivelare a Mía la verità su sua madre e viene poi assunto da Sonia Rey finché Franco non decide di reintegrarlo. Cerca sempre di aiutare Mía ed è molto buono con tutti.
- Hector Paz (stagione 2), interpretato da Daniel Di Biase.
È il padre di Vico. Dopo aver perso il lavoro si da all'alcolismo e al gioco d'azzardo e contrae numerosi debiti anche con degli usurai. Con la figlia è spesso molto violento e la sfrutta in tutti i modi facendole tutte le faccende di casa e chiedendole di rimediare denaro in tutti i modi possibili per alimentare la sua mania per il gioco d'azzardo. Rocco cerca spesso di fornirgli dei soldi perché lasci in pace Vico, tutto tenendo all'oscuro la ragazza per non impensierirla.
- Monica "Michi" Talamonti (stagione 2), interpretata da Mirta Wons, doppiata da Francesca Tardio e Roberta Gasparetti.
È una amica di Sonia. È una ex showgirl che ha qualche problema di chili di troppo. Inizialmente finge di essere la fidanzata di Franco Colucci per nascondere a Mía la sua storia con Sonia. Successivamente diventa prima la barista del collegio e poi la nuova segretaria quando Gloria se ne va dal collegio, diventando anche confidente e spesso complice dei ragazzi del collegio. Diventa molto amica con Feli alla quale insegna ad avere più autostima e a combattere per i suoi sogni e in particolare la aiuta a stare con Lalo.
- Fabrizio Spírito (stagioni 1-2), interpretato da Marcelo Alfaro, doppiato da Giovanni Petrucci.
È l'ex marito di Sonia. Si crede inizialmente che sia il padre di Marizza, che infatti porta il suo cognome, finché non si viene a sapere che è sterile e che il vero padre di Marizza è in realtà Martin Andrade.
- Ernesto Provenza (stagione 1).
È il padre di Nico ed ha problemi di salute, per un periodo finisce in ospedale, ma poi viene dimesso. Inizialmente, come la moglie, non accetta il fatto che suo figlio stia con Luna, una ragazza che non è ebrea come la loro famiglia, ma ben presto capirà quanto i due ragazzi si amino e accetterà anche il loro matrimonio, convincendo persino la moglie che l'amore è più importante della religione. è molto comprensivo con il figlio e col tempo si affeziona molto a Luna.
- Anita Provenza (stagione 1).
Anita è la madre di Nico, vuole molto bene al figlio, ma è troppo protettiva. Vorrebbe tanto che il figlio si sposasse con Tatiana che adora e non sopporta Luna. Non vuole che il figlio stia con lei perché non è ebrea come la loro famiglia e per un periodo la obbliga a lasciarlo, ma poi i due tornano insieme. Quando alla fine Nico le annuncia che si sposerà con Luna in un primo momento non accetta la cosa, ma poi capisce quanto i due si amino e compra addirittura alla coppia dei regali per la loro nuova casa a San Luis. Litiga in continuazione con Sandra, la zia di Luna, per il fatto che non accetta il rapporto tra sua figlio e la nipote di lei. Non vorrebbe che il figlio studiasse al Elite Way e cerca spesso di convincerlo a ritirarsi.
- Teresa Fernández (stagione 1).
È la madre di Luna. Fredda e insensibile, vede la figlia maggiore semplicemente come una badante per la sorellina malata di cui lei, anche se non lo dice apertamente, non vuole farsi carico. Luna ha confessato una volta che inizialmente sua madre aveva intenzione di abortire quando era incinta di lei, ma che poi è intervenuto suo padre (di cui non si sa niente) per farle cambiare idea. Tratta sempre male Luna e non vorrebbe che lei avesse degli amici o un fidanzato per paura che smetta di preoccuparsi per Flor lasciando solo a lei l'incarico di accudirla. Ha un pessimo rapporto con la sorella Sandra che è per le figlie una madre molto più di lei e per questo viene spesso rimproverata da lei. Quando a metà stagione Luna si rifiuta di andare a vivere con lei e Flor a San Luis per stare con le amiche e con Nico le proibisce di venire a trovarla per il resto della vita, allora a fine stagione Luna decide di andare a vivere con la sorellina nonostante la madre e si trasferisce con la piccola insieme alla zia Sandra e a Nico (con cui si è sposata). Non viene detto se Teresa vivrà con loro, ma sembra di no.
- Cosme Lassen (stagioni 1-2), interpretato da Héctor Malamud.
È il padre di Guido. Ha sempre pensato che il figlio potesse diventare un personaggio importante, ma quando viene a scoprire della Loggia se ne pente. Cosme rimarrà molto deluso quando scoprirà del fatto che il figlio si vergogna della madre per il suo precedente lavoro da domestica, ma poi faranno pace. Nella seconda stagione deve spendere tutto il patrimonio per pagare l'operazione di un parente gravemente malato e si trova a dover lavorare in una macelleria, anche questo causerà inizialmente motivo di vergogna per Guido che crede di sfigurare tra i suoi amici che sono tutti di famiglie ricche.
- Ramona Lassen (stagioni 1-2), interpretata da Anahí Martella.
È la madre di Guido. In passato faceva la domestica per questo Guido e questo causa nel ragazzo una certa vergogna. Nella seconda stagione lavora con il marito nella macelleria di famiglia. È una donna esuberante e tiene molto al figlio, per questo soffre quando dice che non è sua madre.
- Mora Bustamante (stagione 1), interpretata da Paula Pourtale, doppiata da Maddalena Vadacca (ep. 1x01-1x66).
È la madre di Pablo. È in cattivi rapporti con il marito Sergio del quale non riesce a tollerare la prepotenza tanto che ha un amante. Sergio riesce con l'inganno ad allontanarla e a costringerla ad andarsene in Europa, ricattando Pablo per farlo testimoniare contro di lei. Nella seconda stagione viene contattata via fax da Pablo per chiederle il consenso a partecipare ai concerti degli Erreway ma il fax lo riceve il fratello di Pablo che lo vede come un traditore e per questo lo nasconde alla madre; fortunatamente Andrade riesce comunque ad avvisarla e a farle firmare il consenso cosicché Pablo può continuare a suonare nella band. Vuole molto bene al figlio e si preoccupa costantemente per lui desiderando soltanto che lui segua i suoi sogni.
- Mary Vil Alba (stagione 2)
È la madre naturale di Lola. Viene inizialmente rintracciata da Blas che crede erroneamente che sia la madre di Lujan. Scoprirà da Luján stessa dopo averla incontrata che sua figlia non è lei ma Lola; quando viene a sapere ciò non vuole incontrarla, per paura, perciò Luján fingerà che Lola sia gravemente malata affinché la donna si precipiti da lei per incontrarla nonostante la sua iniziale opposizione.
- Inés Alanis (stagione 2), interpretata da Claudia Rucci.
È la fidanzata di Sergio Bustamante e la madre di Javier. Non sopporta Marizza.